# Антиливан
Антилива́н (араб. جبال لبنان الشرقية‎, Любна́н-эш-Шарки́я, или араб. الجبل الشرقي‎, Эш-Шарки) — горная цепь, протянувшаяся с юго-запада на северо-восток между Ливаном и Сирией. Граница Сирии и Ливана проходит, в основном, по верхней части горной цепи. Южная оконечность гор упирается в Голанские высоты. Горы находятся к востоку от хребта Ливан, который идет в параллельном направлении. Название с греческого переводится как «напротив Ливана». К западу находится долина Бекаа (на севере) и долина реки Эль-Хасбани (на юге). Эти долины отделяют Антиливан от хребта Ливан в Центральном Ливане. На востоке, в Сирии, лежит Восточное плато, на котором расположился город Дамаск.
Хребет Антиливан имеет около 150 км в длину. На север он простирается почти до широты сирийского города Хомс. На юге хребет врезается в Голанские высоты. Высочайшие вершины — гора Хермон (Эш-Шейх), высота 2814 м, и Талъат-Муса, высота 2629 м. Эти вершины покрыты снегом большую часть года, расположены на ливано-сирийской границе (часть территории в этом районе находится под контролем Израиля).